# Diphucephala minima
Diphucephala minima är en skalbaggsart som beskrevs av Macleay 1886. Diphucephala minima ingår i släktet Diphucephala och familjen Melolonthidae. Inga underarter finns listade i Catalogue of Life.